# 切羅基斯特里普 (加利福尼亞州)
切羅基斯特里普（英語：Cherokee Strip）是位於美國加利福尼亞州克恩縣的一個人口普查指定地區。

## 地理
切羅基斯特里普的座標為35°28′02″N 119°15′38″W / 35.46722°N 119.26056°W，而該地最高點為海拔高度101米（即331英尺）。

## 人口
根據2010年美國人口普查的數據，切羅基斯特里普的面積為0.235平方千米，當中陸地面積為0.235平方千米，而水域面積為0.000平方千米。當地共有人口227人，而人口密度為每平方千米965人。